# Brckovljani
Brckovljani är en ort i Kroatien.   Den ligger i länet Zagrebs län, i den nordöstra delen av landet, 25 km öster om huvudstaden Zagreb. Brckovljani ligger 171 meter över havet och antalet invånare är 1 249.
Terrängen runt Brckovljani är huvudsakligen platt. Brckovljani ligger uppe på en höjd. Runt Brckovljani är det ganska glesbefolkat, med 26 invånare per kvadratkilometer. Närmaste större samhälle är Sesvete, 14,2 km väster om Brckovljani. Trakten runt Brckovljani består till största delen av jordbruksmark.